# ديفيد غرين (لاعب كريكت ويلزي)
ديفيد غرين (10 نوفمبر 1939 في المملكة المتحدة - 19 مارس 2016) (بالإنجليزية: David Green)‏ هو لاعب كريكت بريطاني. لعب مع نادي مقاطعة لانكشر للكريكت ‏ ونادي مقاطعة غلوستر للكريكت ‏ ونادي الكريكت في جامعة أكسفورد ‏.

## وصلات خارجية
- ديفيد غرين (لاعب كريكت ويلزي) على موقع إي آس بي آن كريك إنفو (الإنجليزية)